# Хунга-Тонга-Хунга-Хаапай
Хунга-Тонга-Хунга-Хаапай (англ. Hunga Tonga-Hunga Haʻapai) — вулкан и название двух необитаемых островов Хунга-Тонга и Хунга-Хаапай в архипелаге Тонга. В связи с современной вулканической активностью очертания островов подвержены значительным изменениям, с 2014 года по 2022 год являлись одним островом.

## Описание
Хунга-Тонга и Хунга-Хаапай являются надводной частью паразитного конуса вулкана, который вырос внутри его подводной кальдеры. Первое историческое извержение было в 1912 году.
В конце 2014 года было замечено извержение вулкана в районе государства Тонга в Тихом океане. Извержение кончилось в январе 2015 года, и тогда на поверхности океана между двумя маленькими островами Хунга-Тонга и Хунга-Хаапай начала появляться новая земля. Таким образом, два острова объединились в один, что дало современное название вулкана — Хунга-Тонга-Хунга-Хаапай.

## Извержение 2022 года
Извержение началось с активизации вулкана 21 декабря 2021 года и продолжалось до 11 января 2022 года, после чего деятельность вулкана прекратилась. В результате этой фазы извержения центральная часть острова Хунга-Тонга-Хунга-Хаапай скрылась под поверхностью моря. После короткого затишья, 14 января началось плинианское извержение вулкана Хунга-Тонга с индексом эксплозивности VEI 5, в результате чего облака пепла поднялись в небо на 39 км, достигнув ширины 5 км в основании и 260 км на высоте. 
На следующий день извержение достигло своей наивысшей интенсивности. Облако пепла достигло главного острова Тонга в 60 км от вулкана, закрыв солнце и превратив день в ночь — в столице Тонга Нукуалофе были слышны громкие взрывы, с неба падали мелкие камни и пепел. Ударная волна от финальной стадии извержения, мощность которой оценивается в 10 мегатонн ТНТ, была слышна даже на Фиджи, Самоа и Новой Зеландии. Землетрясение магнитудой 4,0 и цунами высотой 1,2 м обрушились на Нукуалофа. Мареографы в Нукуалофе показывали, что высота волн достигала 1,5–2 м. 
По данным спутниковых наблюдений, в вулканическом облаке над местом извержения произошло 400 000 грозовых разрядов за 7-часовой период, при этом 200 000 молний было зарегистрировано за один час, что соответствует пятидесяти шести грозовым разрядам в секунду и является рекордным показателем на 2022 год. Оптически яркая молния была обнаружена на необычно большой высоте в диапазоне 20–30 км.
Благодаря спутниковому мониторингу было также впервые выявлено, что возмущения от взрыва достигли верхних слоев атмосферы — на границе ионосферы скорость ветров достигла 725 км/ч, а экваториальный электропоток увеличился в пять раз по сравнению с нормальной пиковой мощностью и резко изменил направление, двигаясь на запад в течение короткого периода времени. 
В результате извержения 15 января остров «Хунга-Тонга» практически полностью ушёл под воду, потеряв не менее 70% своей площади, а остров Хунга-Хаапай потерял около половины своей площади относительно 2014 года.